# Gegants de Sant Antoni
Els Gegants del Barri de Sant Antoni són uns gegants històrics de la ciutat de Barcelona construïts per iniciativa del Casal de Joves Calassanç, vinculat a l'Escola Pia, que volia unes figures per a participar en la festa de Sant Antoni Abat, que és quan se celebra la diada dels Tres Tombs de Barcelona. En Tonet i la Rita, més coneguts per Gegants de Sant Antoni, tenen una fesomia amb trets infantils, tot i representar personatges adults. Aquesta característica els fa singulars i respon a una evolució de la concepció figurativa dels gegants.
En Tonet representa un traginer de la darreria del segle xix que va vestit amb gorra i bata fluixa i porta un fanal a la mà. La Rita és una venedora del Mercat de Sant Antoni, edifici emblemàtic del barri, que porta als braços el famós porquet del sant.
Àlex Massalles, Rita Culla i Joan Carles Montagut foren els encarregats de construir les figures i enllestiren primer en Tonet, que s'estrenà per la festa major del barri, el gener del 1989. Un any més tard es presentà la geganta Rita a la mateixa festa. I des d'aleshores la parella no ha deixat d'assistir a aquesta cita, sempre portada per la Colla de Geganters del barri de Sant Antoni.
En Tonet i la Rita tenen ball propi des del 1995, fruit d'un encàrrec de la seva colla gegantera. És una melodia composta per David Puertas, que pot ser interpretada per grallers o ministrers. La coreografia és d'Eduard Cerlós i Albert Ollé.